# José Bribiesca Ruvalcaba

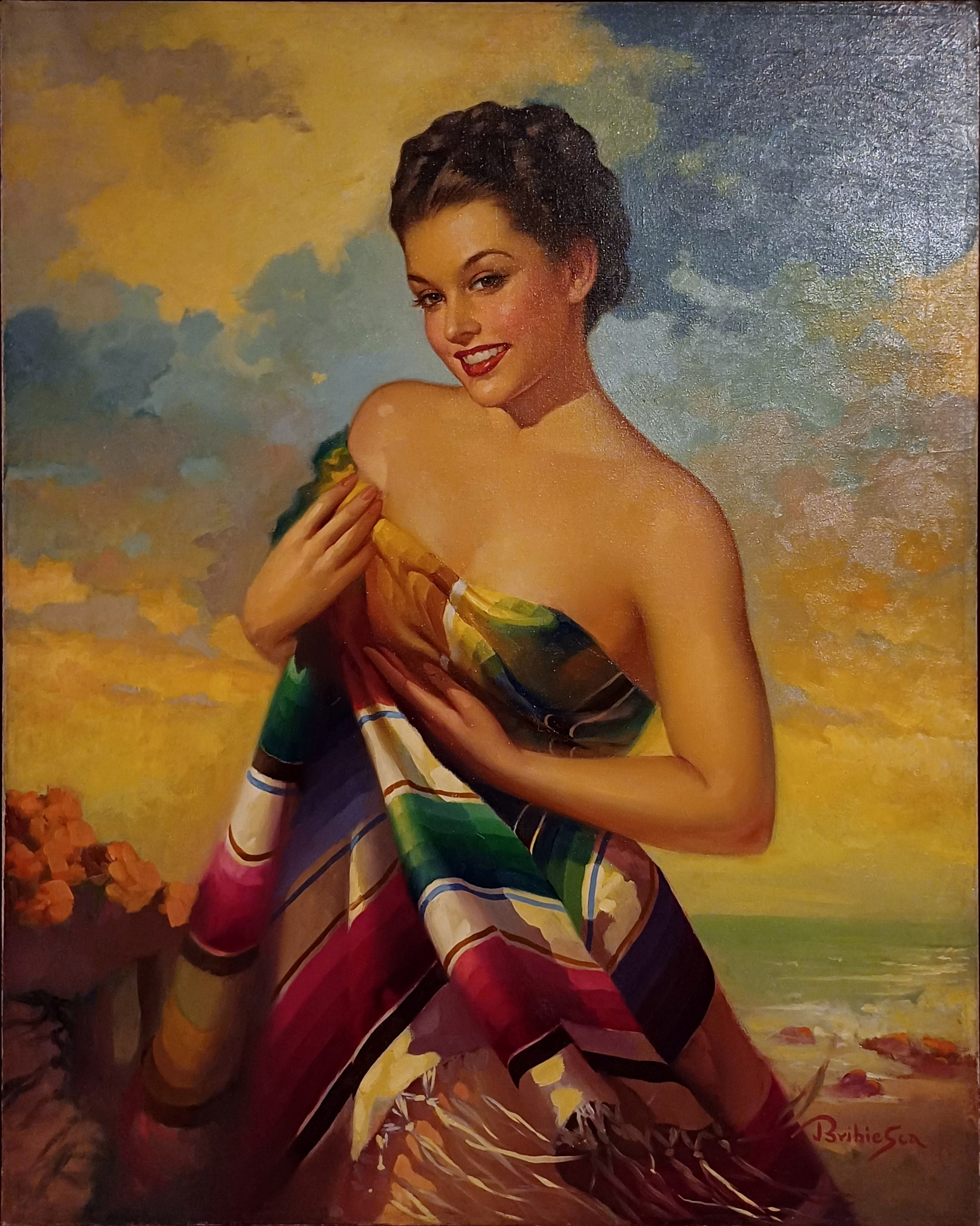
'México hermoso' (1953) de José Bribiesca Ruvalcaba - Museo Soumaya - México.

José Bribiesca Ruvalcaba (Ciudad de México; 1915-Cuernavaca, Morelos, México; 1959) Perteneció a una generación de pintores de cromolitografía de calendarios de la Imprenta Galas de México en un periodo de 1930 a 1970. La mayoría de sus temas fueron  patrios  geografía cultural de México de los años 50. Sus obras más destacadas, La hija de Moctezuma, México lindo y María del mar.
Murió en un accidente automovilístico en la carretera México-Cuernavaca.